# The Press Awards
The Press Awards, früher British Press Awards sind Auszeichnungen die jährlich an die besten britischen Journalisten vergeben werden.
Die Zeitungen The People und World's Press News begründeten 1962 die Hannen Swaffer Awards, benannt nach dem Journalisten Hannen Swaffer. 1963 wurden die Awards das erste Mal vergeben. Zur der Preisverleihung 1975 wurde der Name in British Press Awards geändert. Seit 2010 wird der Preis von der Society of Editors vergeben und in The Press Awards umbenannt. Der Begriff British Press Awards wird aber auch weiter von den Medien verwendet.
Die Auszeichnungen werden in verschiedenen Kategorien verliehen.